# Parc de comté Joseph D. Grant
Le parc de comté Joseph D. Grant (en anglais : Joseph D. Grant County Park) est un parc de comté américain situé dans le comté de Santa Clara, en Californie. Il abrite plusieurs points d'eau dont le lac Grant.